# سالواتوره موراله
سالواتوره موراله (انگلیسی: Salvatore Morale؛ زادهٔ ۴ نوامبر ۱۹۳۸) ورزشکار دو و میدانی اهل ایتالیا است.
وی در مسابقات کشوری و بین‌المللی در مجموع برندهٔ ۳ مدال طلا، ۲ مدال برنز شده‌است.